# Habo socken
Habo socken i Västergötland ingick i Vartofta härad, med delar före 1890 i Mo härad, ingår sedan 1971 i Habo kommun och motsvarar från 2016 Habo distrikt.
Socknens areal är 179,61 kvadratkilometer varav 176,51 land. År 2000 fanns här 256 invånare. Tätorterna Habo och Furusjö, orten Bränninge samt sockenkyrkan Habo kyrka ligger i socknen.

## Administrativ historik
Socknen har medeltida ursprung. 1780 införlivades Fiskebäcks socken och utbröts Gustav Adolfs socken. Före 1890 låg delarna Aplaskifte, Drottningstorp, Fexhult, Gigared, Karshult, Röshult, Älgafall och Lilla-Falla i Bottnaryds socken i Jönköpings län. Samma år överfördes Lilla-Falla från denna kyrkosocken till Bottnaryds kyrkosocken.
Vid kommunreformen 1862 övergick socknens ansvar för de kyrkliga frågorna till Habo församling och för de borgerliga frågorna bildades Habo landskommun. Landskommunen utökades 1952 och ombildades 1971 till Habo kommun.
1 januari 2016 inrättades distriktet Habo, med samma omfattning som församlingen hade 1999/2000.
Socknen har tillhört län, fögderier, tingslag och domsagor enligt vad som beskrivs i artikeln Vartofta härad. De indelta soldaterna tillhörde Skaraborgs regemente och Västgöta regemente, Vartofta kompani.

## Geografi
Habo socken ligger nordväst om Jönköping mellan Stråken, Dummeån och Vättern. Socknen är en kuperad skogsbygd  med inslag av odlingsbygd och i Dummeberget når 292 meter över havet.

## Fornlämningar
Boplatser från stenåldern är funna. Från bronsåldern finns gravrösen. Från järnåldern finns 15 gravfält med domarringar.

## Namnet
Namnet skrevs 1349 Hagabodhom och kommer från troligen prästgården. Förleden innehåller hagh(i), 'gärdesgård;inhägnad mark, hage'. Efterleden är bod eller möjligen ett ortnamn Bodha.